# Odo van Porhoët
Odo II van Porhoët (overleden na 1173) was van 1142 tot 1173 burggraaf van Porhoët en van 1148 tot 1156 regent van Bretagne. Hij behoorde tot het huis Rohan.

## Levensloop
Odo was een zoon van burggraaf Godfried van Porhoët uit diens huwelijk met ene Hadvise. Na de dood van zijn oudere broer Josselin erfde hij in het jaar 1142 Porhoët.
Rond 1147 huwde hij met Bertha (1114-1156), weduwe van graaf Alan van Richmond en dochter en erfgename van hertog Conan III van Bretagne, die zijn zoon Hoël III onterfde onder de uitspraak dat hij een bastaard zou zijn.
Nadat Bertha's zoon Conan IV hertog van Bretagne was geworden, was Odo namens zijn stiefzoon van 1148 tot 1156 regent van Bretagne. Hij was niet van plan om de macht terug af te staan en Conan verbond zich in 1154 met zijn oom Hoël III. Odo wist hen te verslaan, waarna Conan naar Engeland moest vluchten. Met militaire steun van onder andere koning Hendrik II van Engeland slaagde Conan er twee jaar later in om Bretagne te veroveren. Onder aanvoering van Odo kwam een deel van de Bretonse adel nog in opstand, maar uiteindelijk werd hij gedwongen om het hertogdom te verlaten. Vervolgens werd Conan in 1156 geproclameerd tot hertog van Bretagne.
De volgende jaren leidde Odo nog meer revoltes, wat koning Hendrik II van Engeland in 1168 het voorwendsel gaf om Bretagne binnen te vallen en Josselin te bezetten. Nadat hij in 1173 een laatste keer in opstand was gekomen, werd hij zowel uit Porhoët als uit het graafschap Penthièvre verdreven. Sindsdien is elk spoor van hem bijster. Zijn zoon Odo III volgde hem op in Porhoët.

## Huwelijken en nakomelingen
Uit zijn eerste huwelijk met Bertha van Bretagne had hij minstens twee kinderen:
- Godfried van Porhoët (overleden na 1155)
- Adelheid (overleden in 1220), abdis van de Abdij van Fontevraud

In augustus 1167 huwde hij met zijn tweede echtgenote Eleonora (overleden na 1191), dochter van burggraaf Guihomar IV van Léon. Ze hadden ook minstens twee kinderen:
- Hervé
- Odo III (overleden in 1231), burggraaf van Porhoët
- Eleonora, huwde met Conan van Penthièvre, heer van La Roche-Derrien